# Scriptoplusia didymospila
Scriptoplusia didymospila är en fjärilsart som beskrevs av Turner 1933. Scriptoplusia didymospila ingår i släktet Scriptoplusia och familjen nattflyn. Inga underarter finns listade.